# Levente Vass
Dr. Vass Levente (n. 26 aprilie 1975, Târgu Secuiesc, Covasna, România) este un deputat român de etnie maghiară, membru al Consiliului Permanent al UDMR. De asemenea, este președintele Platformei Micilor Fermieri și Întreprinzători Maghiari din România. Din punct de vedere profesional, este medic primar urolog și specialist în sănătate publică și management sanitar.

## Studii
Vass Levente a absolvit în 1993 Colegiul „Székely Mikó” din Sfântu Gheorghe. Și-a urmat studiile medicale la Universitatea de Medicină și Farmacie din Târgu Mureș, obținând diploma de medic generalist în 1999. Între 2000–2001 și 2002–2003 a urmat un master în management sanitar la Universitatea Semmelweis din Budapesta.
În 2006, a obținut specializarea în urologie la Clinica Fundeni din București, iar în 2011 a devenit medic primar la Clinica de Urologie din Târgu Mureș. În 2014, a obținut calificarea de specialist în sănătate publică și management sanitar la Universitatea de Medicină și Farmacie din Sibiu.

## Cariera profesională în domeniul sănătății publice
Între 2002 și 2014, Vass Levente a predat la Universitatea de Medicină și Farmacie din Târgu Mureș, unde a fost și membru al consiliului facultății și al senatului universitar. Ca urolog, a activat la Spitalul Clinic Județean Mureș, unde, între 2011 și 2013, a condus secția de urologie și litotriție. Între 2014 și 2016, și-a desfășurat activitatea în propria clinică, CMI Dr. Vass Levente Urologie.
Experiența sa în managementul sanitar a fost acumulată prin mai multe funcții de conducere: între 2007 și 2008, a fost director medical al Spitalului Clinic Județean de Urgență din Târgu Mureș, iar între 2008 și 2013, a ocupat diverse poziții de conducere în cadrul Spitalului Clinic Județean Mureș. În perioada 2010–2011, a fost președintele consiliului de administrație al spitalelor aflate în subordinea Consiliului Județean Mureș. Între 2010 și 2012, a activat la București ca și consilier personal al ministrului sănătății. 

## Activitatea publică și politică
Din 2015, Vass Levente este președintele organizației UDMR Mureș și membru al Consiliului Permanent și al grupului parlamentar al uniunii. Între 2016 și 2020, a fost deputat în Parlamentul României, ocupând funcția de secretar al Comisiei pentru Sănătate și Familie din Camera Deputaților.
Inițiativele sale legislative au vizat eficientizarea serviciilor medicale, dezvoltarea asistenței medicale primare, extinderea programelor de screening și reforma formării medicilor rezidenți.
În urma alegerilor parlamentare din 2024, a fost reales deputat în Parlamentul României din partea grupului UDMR.

## Activitatea civilă și științifică
În anul 2000, Vass Levente a fost unul dintre membrii fondatori ai Fundației Studium Prospero, care sprijină tinerii intelectuali din Transilvania prin oferirea de locuințe de serviciu pentru medicii, farmaciștii și artiștii aflați la început de carieră. De asemenea, a organizat multiple cursuri de management sanitar și întâlniri profesionale. 
Între 1997 și 2000, a avut un rol activ în organizațiile studențești maghiare din România. În perioada 1997–1998, a fost vicepreședintele Asociației Studenților Maghiari din Târgu Mureș, iar în 1998–1999 a ocupat funcția de președinte al acesteia. Ulterior, între 1998 și 2000, a fost președintele Uniunea Organizațiilor Studențești Maghiare din România (OMDSZ). 
În activitatea sa științifică, a contribuit la redactarea unor cărți și studii de specialitate. În 2009, a publicat volumul Urologie pe scurt, apărut la Editura Studium și la Editura Didactică și Pedagogică. 